# Jude
Jude es una película inglesa de 1996, basada en la novela Jude el Oscuro de Thomas Hardy, y dirigida por Michael Winterbottom. El guion fue escrito por Hossein Amini y la música compuesta por Adrian Johnston.
La película se rodó en su mayor parte en Edimburgo a finales de 1995, y contó con la participación de Christopher Eccleston y Kate Winslet.

## Reparto
- Christopher Eccleston como Jude Fawley.
- Kate Winslet como Sue Bridehead.
- Liam Cunningham como Phillotson.
- Rachel Griffiths como Arabella.
- June Whitfield como la tía Drusilla.
- Berwick Kaler como el granjero Troutham.
- David Tennant como universitario borracho.

- Datos: Q523767